# Frank Sando
Frank Dennis Sando (ur. 14 marca 1931 w Maidstone, zm. 12 października 2012) – brytyjski lekkoatleta, długodystansowiec, medalista mistrzostw Europy z 1954, dwukrotny medalista Igrzysk Imperium Brytyjskiego i Wspólnoty Brytyjskiej w 1954.
Na igrzyskach olimpijskich w 1952 w Helsinkach zajął 5. miejsce w biegu na 10 000 metrów, mimo że zgubił but na trzecim okrążeniu i przez resztę dystansu biegł tylko w jednym. Ustanowił wówczas rekord Wielkiej Brytanii czasem 29:51,8. Był to pierwszy wynik Brytyjczyka na tym dystansie poniżej 30 minut.
Jako reprezentant Anglii zdobył srebrny medal w biegu na 6 mil i brązowy medal w biegu na 3 mile na Igrzyskach Imperium Brytyjskiego i Wspólnoty Brytyjskiej w 1954 w Vancouver.
Zdobył brązowy medal w biegu na 10 000 metrów na mistrzostwach Europy w 1954 w Bernie, przegrywając jedynie z Emilem Zátopkiem z Czechosłowacji i Józsefem Kovácsem z Węgier. Na igrzyskach olimpijskich w 1956 w Melbourne zajął 10. miejsce w tej konkurencji.
Odnosił wiele sukcesów w międzynarodowych mistrzostwach w biegach przełajowych (poprzedniku mistrzostw świata w biegach przełajowych). Zwyciężył w nich w 1955 i 1957, był drugi w 1953, 1956 i 1959, a w 1958 zdobył brązowy medal.
Był mistrzem Wielkiej Brytanii w biegu przełajowym w 1957.